# Poa mannii
Poa mannii är en gräsart som beskrevs av William Munro och Wilhelm B. Hillebrand. Poa mannii ingår i släktet gröen, och familjen gräs. Inga underarter finns listade i Catalogue of Life.